# Four Roads-Tamana
Four Roads-Tamana es una localidad de Trinidad y Tobago, que forma parte de la región de Sangre Grande.

## Geografía
La localidad abarca parte de la isla Trinidad de forma discontinua. El enclave más pequeño limita al norte y este con Coal Mine, al sur con Biche y al oeste con Tamana; mientras que el enclave mayor limita al norte con Tamana, al sur con Biche y Canque (localidad perteneciente a la región de Mayaro-Rio Claro), al este con Biche y al oeste con Tamana, Carmichael y Brickfield-Navet (localidad perteneciente a la región de Couva-Tabaquite-Talparo).

## Demografía
Datos demográficos de la localidad de Four Roads-Tamana:
| Gráfica de evolución demográfica de Four Roads-Tamana entre 2000 y 2011 |
|                                                                         |